# Serin de Reichard
Crithagra reichardi
Espèce
Statut de conservation UICN

 LC  : Préoccupation mineure
Le Serin de Reichard (Crithagra reichardi) est une espèce d'oiseaux appartenant à la famille des Fringillidae.
Son nom est attribué à l'explorateur et collecteur allemand Paul Reichard (de) (1854–1938).